# Billy Joe Dupree
Billy Joe Dupree (Monroe, 7 de março de 1950) é um ex-jogador profissional de futebol americano estadunidense.

## Carreira
Billy Joe Dupree foi campeão da temporada de 1977 da National Football League jogando pelo Dallas Cowboys.